# Éditions Cadex
 (mars 2022).
Les éditions Cadex sont une maison d'édition de littérature (prose et poésie) fondée en 1985 par Gérard Fabre à Saussines, dans l'Hérault.

## Histoire
Les éditions Cadex, dont le nom est inspiré des CADavres EXquis chers aux surréalistes, ont déplié un éventail poétique : Françoise Hán, Werner Lambersy, Jean-Pierre Spilmont, Jacques Josse, Jean-Pierre Verheggen. 
En 2005, Hélène Boinard prend les rênes de la maison qui devient gardoise en passant de Saussines à Sainte-Anastasie, puis redevient héraultaise en déménageant à Portiragnes en 2012. 
La nouvelle éditrice pérennise la collection de poésie et publie Marcel Moreau, Évelyne Morin, James Sacré et Jean-Pierre Chambon. Mais elle ajoute de nouvelles pièces à la maison : une collection, «Texte au carré » accueille des nouvelles de Pierre Autin-Grenier, Dominique Fabre, François Salvaing, Éric Faye, Pierre Cendors, Lydie Salvayre, Sylvain Fourcassié et Christian Garcin.
Et un roman : De purs désastres, édition aggravée de François Salvaing.
Début 2010, la collection poésie jeunesse « Le Farfadet bleu » quitte les éditions L’Idée bleue et poursuit son aventure sous l’enseigne de Cadex : la maison d’édition ajoute alors une quarantaine de titres à son catalogue, et publie plusieurs livres dans la collection.
La cohabitation entre poésie et prose est moins improbable qu’il n’y paraît : les nouvellistes et les romanciers écrivent souvent dans une langue traversée tout entière par la poésie. C’est là, peut-être, que résident les fondations de la maison d’édition, dans cette écoute sensible donnée à la langue. Pas question donc pour Hélène Boinard de quitter la marge où mûrissent des projets aussi fous, par exemple, qu’À la queue leu leu de Raymond Federman. Mais peut-être le désir de faire en sorte que l’espace de la marge s’élargisse pour, encore et encore, accueillir des voix qui comptent.

## Derniers titres publiés
- Non-lieu provisoire d’Évelyne Morin, 2007
- Labyrinthe de Jean-Pierre Chambon, 2007
- Un alibi de rêve de François Salvaing, 2007
- Billet pour le Pays doré d’Éric Faye, 2007
- Le Voyageur sans voyage de Pierre Cendors, 2008
- À la queue leu leu / The Line de Raymond Federman, 2008
- Le Sens du toucher de Christian Prigent, 2008
- Petit traité d’éducation lubrique de Lydie Salvayre, 2008, 2009 et 2010 (nouvelle édition)
- Toboggans des maisons de Amandine Marembert, 2009 (coll. « Le farfadet bleu »)
- Avant les monstres de Dominique Fabre, 2009
- De purs désastres, édition aggravée de François Salvaing, 2010
- Circé ou Une agonie d'insecte de Christian Garcin, 2010
- Sillages de Chloé Delaume, Christian Garcin, Michaël Glück, 2010
- L'Enceinte de Michaël Glück, 2010
- Les Madones du trottoir de Sylvain Fourcassié, 2010
- Des sourires et des pommes de Louis Dubost (coll. « Le farfadet bleu »), 2010
- Un éditeur… Voilà ! (livre collectif de 20 poètes, coll. « Le farfadet bleu »), 2010
- Entre chagrin et néant (audiences d'étrangers) de Marie Cosnay, 2011
- La Source de Hubert Mingarelli, 2012
- Zoophile contant fleurette de Pierre Senges, 2012
- On disait de Pascal Leclercq, 2013
- En toutes circonstances de Albane Gellé et Valérie Linder, 2014
- C'est des poèmes ? de Amandine Marembert et Valérie Linder, 2016
- Le Pôle magnétique de Jean-Yves Plamont, 2016